# 내셔널 리그 (야구)

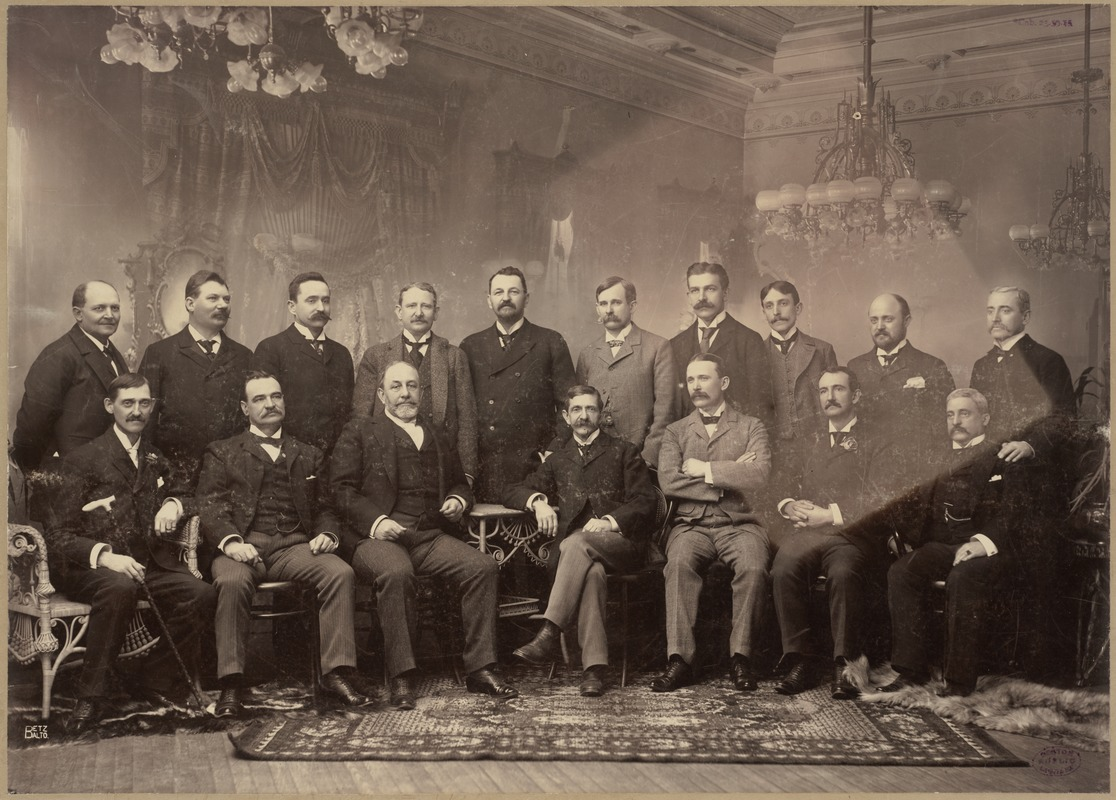

내셔널 리그(영어: National League)는 미국 메이저 리그 베이스볼의 리그 중 하나이다. 2022년 이전에는 지명타자제를 실시하지 않아서 투수도 역시 순서에 따라 타석에 서야 했으나 2022년부터는 지명타자 제도를 도입했다. 다른 하나의 리그는 아메리칸 리그이다. 2024시즌 우승 팀은 로스앤젤레스 다저스이다.

## 내셔널 리그 팀
| 지구 | 구단명                  | 연고지                    | 경기장                    | 수용 인원 | 창설   | 가맹   |
| ---- | ----------------------- | ------------------------- | ------------------------- | --------- | ------ | ------ |
| 동부 | 애틀랜타 브레이브스     | 조지아주 컴벌랜드         | 트루이스트 파크           | 41,500명  | 1871년 | 1876년 |
| 동부 | 마이애미 말린스         | 플로리다주 마이애미       | 론디포 파크               | 36,742명  | 1993년 | 1993년 |
| 동부 | 뉴욕 메츠               | 뉴욕주 뉴욕               | 시티 필드                 | 41,922명  | 1962년 | 1962년 |
| 동부 | 필라델피아 필리스       | 펜실베이니아주 필라델피아 | 시티즌스 뱅크 파크        | 43,651명  | 1883년 | 1883년 |
| 동부 | 워싱턴 내셔널스         | 워싱턴 D.C.               | 내셔널스 파크             | 41,313명  | 1969년 | 1969년 |
| 중부 | 시카고 컵스             | 일리노이주 시카고         | 리글리 필드               | 41,268명  | 1874년 | 1876년 |
| 중부 | 신시내티 레즈           | 오하이오주 신시내티       | 그레이트 아메리칸 볼 파크 | 42,319명  | 1882년 | 1890년 |
| 중부 | 밀워키 브루어스         | 위스콘신주 밀워키         | 아메리칸 패밀리 필드      | 41,900명  | 1969년 | 1998년 |
| 중부 | 피츠버그 파이리츠       | 펜실베이니아주 피츠버그   | PNC 파크                  | 38,362명  | 1882년 | 1887년 |
| 중부 | 세인트루이스 카디널스   | 미주리주 세인트루이스     | 부시 스타디움             | 43,975명  | 1882년 | 1892년 |
| 서부 | 애리조나 다이아몬드백스 | 애리조나주 피닉스         | 체이스 필드               | 48,519명  | 1998년 | 1998년 |
| 서부 | 콜로라도 로키스         | 콜로라도주 덴버           | 쿠어스 필드               | 50,398명  | 1993년 | 1993년 |
| 서부 | 로스앤젤레스 다저스     | 캘리포니아주 로스앤젤레스 | 다저 스타디움             | 56,000명  | 1884년 | 1890년 |
| 서부 | 샌디에이고 파드리스     | 캘리포니아주 샌디에이고   | 펫코 파크                 | 40,162명  | 1969년 | 1969년 |
| 서부 | 샌프란시스코 자이언츠   | 캘리포니아주 샌프란시스코 | 오라클 파크               | 41,915명  | 1883년 | 1883년 |

## 같이 보기
- 내셔널 리그 챔피언십 시리즈
- 내셔널 리그 디비전 시리즈
- 메이저 리그 베이스볼
- 아메리칸 리그
- 월드 시리즈